# استفتاء الإمبراطورية الفرنسية الثانية 1852
أُجري استفتاء بشأن إعادة تأسيس الإمبراطورية في فرنسا يومي 21 و22 نوفمبر/تشرين الثاني 1852. وقد سُئل الناخبون عما إذا كانوا يوافقون على إعادة تأسيس الإمبراطورية في شخص لويس نابليون بونابرت وعائلته. وقد تمت الموافقة عليه من قبل 97% من الناخبين بنسبة إقبال بلغت 80%. كما هو الحال مع الاستفتاءات الأخرى في عهد نابليون الثالث (ونابليون الأول)، كانت النتائج مزورة ولم تخدم إلا في إضفاء الشرعية على حكمهم تحت شعور زائف بالديمقراطية.  

## حق الاقتراع
كان لجميع الرجال الفرنسيين الذين تجاوزوا الحادية والعشرين من العمر الحق في التصويت في البلدية التي أقاموا فيها لمدة ستة أشهر. لم يكن للجزائريين والكاناك الحق في التصويت.

## نتائج
وكان التصويت سريا باستثناء من يخدمون في الجيش. ولكن السلطات طبعت فقط بطاقات الاقتراع بـ"نعم" - وكان على الناخبين أن يقدموا بطاقات الاقتراع الخاصة بهم التي تحتوي على "لا".
| انتخاب                          | انتخاب                          | الأصوات    | %      |
| ------------------------------- | ------------------------------- | ---------- | ------ |
| نعم                             | نعم                             | 7٬824٬189  | 96.87  |
| لا                              | لا                              | 253٬145    | 3.13   |
| المجموع                         | المجموع                         | 8٬077٬334  | 100.00 |
|                                 |                                 |            |        |
| الأصوات الصحيحة                 | الأصوات الصحيحة                 | 8٬077٬334  | 99.22  |
| الأصوات الباطلة والفارغة        | الأصوات الباطلة والفارغة        | 63٬326     | 0.78   |
| مجموع الأصوات                   | مجموع الأصوات                   | 8٬140٬660  | 100.00 |
| الناخبين المسجلين ومعدل الإقبال | الناخبين المسجلين ومعدل الإقبال | 10٬203٬458 | 79.78  |
| المصدر: Direct Democracy        |                                 |            |        |